# Dos Hermanas
Dos Hermanas er en by og kommune i det sydlige Spanien i provinsen Sevilla. Den har et indbyggertal på 140.430 (2024) indbyggere.